# Неолитический субплювиал
Неолитический субплювиал, иногда также называется влажная фаза голоцена — длительный период, продолжавшийся примерно с 7500-7000 гг. до н. э. по 3500-3000 гг. до н. э., когда в Северной Африке царил влажный дождливый климат. До и после этого периода в том же регионе преобладал жаркий засушливый климат, когда Сахара превращалась в пустыню. Наиболее ярко этот период проявился в Африке. На территории Европы ему примерно соответствовал атлантический период.
Неолитический субплювиал — самый поздний из периодов «влажной Сахары» или «зелёной Сахары», во время которых регион был более влажным, и в нём была более богатая и разнообразная биота, включая человеческое население, чем в современной пустыне.

## Датировка
Во время последнего ледникового периода и в самом начале голоцена Сахара представляла собой пустыню и была больше, чем в настоящее время (по причине общей засушливости климата). Неолитический субплювиал начался в 7 тыс. до н. э. и продолжался около 2 тысячелетий, закончившись после засухи 3900 лет до н. э, когда вернулась засуха, доминировавшая до наступления субплювиала, началось массовое опустынивание, и вновь возникла пустыня Сахара. Засушливые условия сохраняются до настоящего времени.
В различных источниках временные границы периода колеблются. Это отчасти связано с тем, что период охватывал крупную территорию, в разных частях которой эти временные границы могли сдвигаться. Один источник указывает рамки 9000—5000 лет назад или 7000—3000 гг. до н. э. Т. А. Уилкинсон датирует окончание субплювиала около 3300 г. до н. э.

## География и гидрография
Во время неолитического субплювиала гидрографический профиль больших территорий Северной, Центральной и Восточной Африки существенно отличался от позднейшего. Уровень воды в озёрах был на несколько десятков метров выше современного, русла рек иногда были иными. В частности, озеро Туркана в современной Кении связывалось с бассейном Нила. Площадь озера Мегачад достигала около 400 тыс. км², что больше, чем площадь современного Каспийского моря, а его уровень был на 30 м выше современного. Существовало несколько мелких озёр и речных систем, которые позднее исчезли и были выявлены лишь благодаря спутниковой съёмке и радарам (см. река Таманрассет).

## Экология
Во время неолитического субплювиала Северная Африка была покрыта растительностью. Сахарская экосистема была не пустыней, а саванной. В ней обитали слоны, жирафы и другие животные, ныне обитающие в регионе Сахель к югу от пустыни.

## Культуры
Мягкий и влажный климат неолитического субплювиала содействовал поселению большого количества людей в долине Нила в Египте, а также расцвету неолитических общин в Судане и на территории современной Сахары. В это время процветали культуры, создавшие наскальное искусство Сахары, большая часть образцов которого найдена в Алжире, Ливии и Тунисе.
В это время в водоёмах Северной Африки в изобилии водились рыбы, водные птицы, пресноводные моллюски, грызуны, гиппопотамы и крокодилы. Люди охотились на этих животных, используя плоты, лодки, ловушки, сети, гарпуны, крючки и т. п. Такой прибрежный образ жизни позволял поддерживать гораздо более высокую численность населения, чем ранее у мигрирующих групп охотников и собирателей. Подобные изменения в рационе, вместе с появлением местной керамики (в которой можно было готовить и хранить жидкую еду), привели к кулинарной революции и появлению супов, жареной рыбы и каши. Последняя появилась также не в последнюю очередь благодаря сбору злаков.
Значительная часть информации об образе жизни прибрежных жителей того времени происходит из материала археологических раскопок, которые проводил во время 2-й мировой войны британский археолог Энтони Аркелл. Его отчёт содержит описание поселения позднего каменного века на песчаном берегу Голубого Нила, которое находилось на 4 метра выше современного уровня максимального подъёма Нила. В то время та местность представляла собой не пустыню, а саванну, о чём свидетельствуют кости, найденные в древних мусорных кучах — они принадлежали антилопам, которым для проживания нужны обширные, заросшие травой пастбища. Основным источником питания для людей поселения была рыба. Аркелл заключил, что в то время уровень осадков в 3 раза превышал современный. Физические характеристики скелетных остатков говорят о том, что они были родственны современным нилотам, таким, как нуэр и динка. Возраст поселения был датирован радиоуглеродным методом как 7000 — 5000 гг. до н. э.
Основываясь на общих характеристиках данной стоянки и раскопанных французами стоянок в Чаде, Мали и Нигере (например, таких, как костяные гарпуны и характерная керамика с волнистым орнаментом), Аркелл пришёл к выводу о распространении общей охотничье-рыбацкой культуры негроидных людей во всей Африке примерно на широте современного города Хартум во времена, когда климат сильно отличался от современного и Сахара ещё не была пустыней. Несмотря на эту гипотезу, точное происхождение создателей волнистой керамики остаётся предметом дискуссий.
Археолог Гэбриэл Кемпс исследовал останки общины охотников и рыболовов, обитавшей около 6700 г. до н. э. на юге Алжира. Эта община изготавливала керамику (тот же упомянутый выше мотив волнистых линий), а по расовым характеристикам явно относилась к чёрной, а не средиземноморской расе. Кемпс отметил наличие свидетельств того, что зерновые культивировались, а не собирались в диком виде. Позднейшие исследования, однако, опровергли его гипотезу — зёрна были морфологически дикими, а община была не оседлой.
Человеческие останки были обнаружены археологами близ Гоберо в пустыне Тенере на северо-востоке Нигера. Находки в Гоберо — уникальные свидетельства проживания людей и погребений двух культур — киффийской (7700—6200 гг. до н. э.) и тенерийской (5200—2500 гг. до н. э.).
Ок. 7 тысячелетий назад на плоскогорье Адрар-Ифорас на юге Сахары (север Мали) жил асселарский человек, который многими учёными считается первыми найденными останками представителя негроидной расы.
Периодом 5700—7300 лет назад генетики оценили время прихода из Евразии в район озера Чад носителей субклады R1b1a2-V88 Y-хромосомной гаплогруппы R1b.